# Casio F-91W

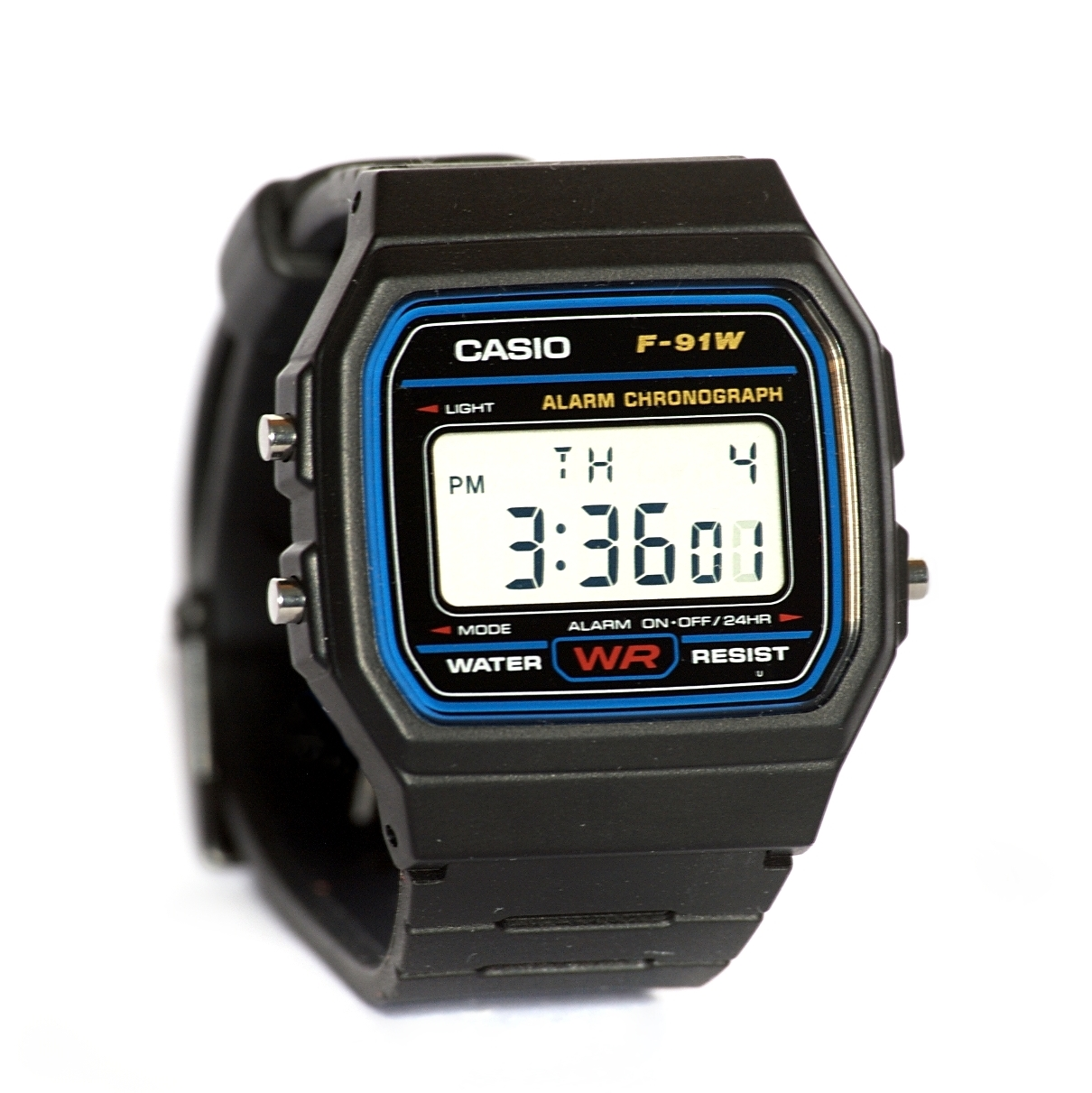
Casio F-91W karóra

A Casio F-91W egy digitális kvarcóra, amit a japán Casio cég készít. 1989 júniusában került bevezetésre és azóta is széles körben elérhető a világ számos pontján. Mivel a Casio nem ad ki pontos eladási adatokat az órákról, ezért csak annyit lehet tudni, hogy továbbra is nagy darabszámban adják el, egyes források szerint még mindig évente 3 millió darabos eladást tudhat magáénak az óra.

## Jellemzők
Az F-91W századmásodperc pontosságú stopper funkcióval rendelkezik, amely majdnem egy teljes óráig tud futni. (59:59.99) és képes mérni a teljes időt, köridőt, első és második helyezési időt. Az óra továbbá képes az óránkénti csipogásra és rendelkezik egy napi ébresztővel is. A naptára automatikus, bár a szökőéveket nem támogatja, mivel nem tárolja az évet. Pontosságára havi ±30 másodpercet adnak meg, ami akár évente 6 percet is jelenthet.
Az órát egy darab CR2016 lítiumos gombelem táplálja, ami a Casio közlése szerint 7 év üzemidőt tesz lehetővé napi 20 másodperc ébresztést és egy másodperc megvilágítást feltételezve. Az óra mérete 37.5 × 33.5 × 9.5 mm és súlya 20 gramm. A modell száma a hátlapra bélyegzett adat szerint 593. Az óra mérsékelten vízálló, amit a számlapra nyomtatott WATER RESIST jelez. A használati útmutató szerint az óra fröccsenő víz és eső ellen védett, használata úszás közben nem ajánlott.
Az F-91W-hez hasonló további modellek a Casio A-158W illetve A-168WA fémhatású krómozott műanyag tokkal és rozsdamentes acél szíjjal. Hasonló óra még a Casio A-105 is.

## Fordítás
Ez a szócikk részben vagy egészben  a   Casio F91W című angol Wikipédia-szócikk ezen változatának fordításán alapul.  Az eredeti cikk szerkesztőit annak laptörténete sorolja fel. Ez a jelzés csupán a megfogalmazás eredetét és a szerzői jogokat jelzi, nem szolgál a cikkben szereplő információk forrásmegjelöléseként.